# 深谷陽
深谷 陽（ふかや あきら、1967年8月12日 - ）は、日本の漫画家、元特殊メイクアーティスト。福島県石川郡石川町出身。漫画家の深谷かほるは姉。

## 来歴
1994年、講談社の漫画新人賞「ちばてつや賞・一般部門」（第26回）において、「神様の島の愛ある食卓」が入選。
有志による漫画業界活性化団体、漫画元気発動計画の活動にも参加。同団体製作のスティッカム配信の番組「漫元姉っくす！」に準レギュラーとして度々出演。ネットラジオ漫画元気発動計画にもゲスト出演。音声付きとなる進化形電子書籍Domixからも新作『Spice City』を発表した。同作品の音楽には交遊のある音速珈琲廊（Sonic Cafe）のエスニックな曲が使用された。
2014年2月漫画が描ける漫画喫茶『漫画空間』高円寺店の店長に就任。漫画空間店長としても同店から配信されるMANGA姉っくす！など多数のニコ生番組にゲスト出演していた。同店舗は2016年1月31日に閉店した。
2018年1月16日にテレビ番組「YOUは何しに日本へ?」に出演。

## 作風
エキゾチシズムを特徴とし、南 (2013, p. 45) は情緒あふれるウェットなタッチで描かれる女性キャラクターおよび料理の描写の官能性を高く評価している。

## 作品一覧

### 連載中
- ざん斬り〜土方歳三伝〜（リイド社『コミック乱ツインズ』）※不定期連載

### 単行本
- 密林少年〜Jungle Boy〜（原作：アキ・ラー、集英社刊、全2巻）
- アキオ紀行バリ（講談社刊、単巻）
- アキオ無宿ベトナム（講談社刊、全2巻）
- レディ・プラスティック（講談社刊、単巻）
- 艶捕物噺〜唐紅花の章〜（リイド社刊、単巻）
- 踊る島の昼と夏（エンターブレイン刊、単巻）
- スパイシー・カフェガール（宙出版刊、単巻）
- 運び屋ケン（集英社刊、全4巻）
  - 運び屋ケン Ken the Sweeper（発行：マンガショップ、発売：パンローリング、上下巻）※集英社版を再編集した新装版（短編作品の追加収録あり）。
- P.I.P.〜プリズナー・イン・プノンペン〜（原作：沢井鯨、新潮社刊、単巻）
- 武田信玄激闘録 風林火山（リイド社刊、『乱ツインズ増刊』、単巻）
- 戦国武将列伝 大関ヶ原（リイド社刊、『コミック乱ツインズ 戦国武将列伝』連載、単巻）
- 戦国武将列伝 大関ヶ原外伝 野望の群像（リイド社刊、『コミック乱ツインズ 戦国武将列伝』連載、単巻）
- 戦国武将列伝 直江兼続（リイド社刊、『コミック乱ツインズ 戦国武将列伝』連載、単巻）
- スパイスビーム（日本文芸社刊、単巻）
- 気分はアジアめし（日本文芸社刊、単巻）※「スパイスビーム」、「スパイシー・カフェガール」からの再編集版（前記2作品より収録作品が少なく完全収録ではない）。
- 楽園夢幻綺譚 ガディスランギ（リイド社刊、単巻）
- オレが日本を元気にしてやる! 州知事川口龍彦奮闘物語（原作：江口克彦、PHP研究所、単巻）
- 鉄男 THE BULLET MAN (原作：塚本晋也、エンターブレイン、単巻）
- バーフバリ 王の凱旋 (原作：ARKA MEDIAWORKS、幻冬舎コミックス、単巻）
- ティガチャンティック〜三匹の妖怪少女〜（ホーム社WEBマンガサイト『画楽ノ杜』連載、単巻）
- 童の神（原作：今村翔吾、双葉社刊、『月刊アクション』連載、全6巻） - 同名小説のコミカライズ[4]

## 映像化作品
- LADY PLASTIC（2001年） - 高橋玄監督作品。
- Spice City（2013年）-漫画元気発動計画のDomixと呼ばれる漫画映像作品。漫画としてもオリジナルの新作。演出は樹崎聖、音楽は音速珈琲（ソニックカフェ）、声の出演は鈴木茉美、内田晶子

## 関連人物
深谷かほる（漫画家）
姉。
中山昌亮（漫画家）
週刊モーニング』（講談社）で同時期に連載を持っていた関係で交遊がある。

## 参考資料
- 南, 信長『マンガの食卓』（初版第1刷）NHK出版、2013年9月17日。ISBN 978-4-7571-4316-6。
- “深谷陽が描くバリ島舞台の新刊、主人公のモデル・hy4_4yhとのイベントも”. コミックナタリー.   ナターシャ (2016年6月15日). 2021年4月13日閲覧。